# Szigorúan ellenőrzött vonatok
A Szigorúan ellenőrzött vonatok című Oscar-díjas Jiří Menzel-film 1966-ban debütált a mozikban, és az az édesbús, tragikomikus szemlélet, ami a filmre jellemző, döbbent csodálatot váltott ki a nézőből. A háborúról, az ellenállásról eddig még így nemigen beszéltek.
A cseh filmművészetben (az irodalomban is) persze van hagyománya a megértő öniróniának, már az 1947-es Senki nem tud semmit is háborús komédia volt.
A Menzel-film azonban nem komédia. Inkább groteszk, akárcsak az irodalmi alapművet író Hrabal minden alkotása.
A német megszállás idején lép először szolgálatba egy fiatalember (Miloš Hrma) a vidéki kis vasútállomáson.
Az állomásfőnök idejét főleg galambjai körében tölti.
A forgalmista sikeres nőcsábász.
Ezen az állomáson haladnak át a szigorúan ellenőrzött német katonai vonatok. A partizánok felrobbantottak egy hadianyag-szállítmányt és megrongálták a vasútvonalat. Miloš Hrma véletlenül lesz partizán, hőssé és áldozattá válik, bár igazából csak Mása, a kedves, fiatal kalauznő fontos neki, aki úgy halad át nap mint nap az állomáson, mint a szigorúan ellenőrzött vonatok.
...a kisregény és a film felülmúlják egymást... Hrabal és Menzel vasút menti történetében mintha Forman köznépi alakjait látnánk viszont egy korábbi közös állapotukban, amikor még nem rejtőzködő rontásokkal küszködtek, hanem a fasizmussal álltak szemben.

## Szereplők
| Szereplő                             | Színész            | Magyar hang    |
| ------------------------------------ | ------------------ | -------------- |
| Milos Grimasz, forgalmista-gyakornok | Václav Neckář      | Fodor Tamás    |
| Vladislav Tapicska, forgalmista      | Josef Somr         | Agárdy Gábor   |
| Max, állomásfőnök                    | Vladimír Valenta   | Horváth Pál    |
| Zednicek tanácsnok                   | Vlastimil Brodský  | Suka Sándor    |
| Mása, kalauzkisasszony               | Jitka Bendová      | Magda Gabi     |
| Victoria Freie                       | Nada Urbánková     | Dallos Szilvia |
| A Grófnő                             | Kveta Fialová      | Győri Ilona    |
| Főnökasszony                         | Libuse Havelková   | Győri Ilona    |
| Novák bácsi                          | Alois Vachek       | ?              |
| Mása nagybátyja                      | Ferdinand Kruta    | Szoó György    |
| Libatolvaj                           | Pavel Landovský    | Szoó György    |
| Veréb doktor                         | Jiří Menzel        | Verebély Iván  |
| Szabó                                | Miroslaw Homola    | Surányi Imre   |
| Knyizse úr, mozdonyvezető            | Vratislav Blazek   | Surányi Imre   |
| Ellenőr, katona                      |                    | Surányi Imre   |
| Zdenka                               | Jitka Zelenohorská |                |
| Zdenka anyja                         | Milada Ježková     | Petur Ilka     |
| Milos anyja                          | Pavla Marsálková   | Báró Anna      |
| Vakolómunkás                         | Václav Fiser       |                |
| Ellenőr                              | Antonín Pražák     |                |
| Ellenőr                              | Bohumil Koska      |                |
| Tisztelendő úr                       |                    | Gelley Kornél  |
| Járásbírósági tag                    |                    | Kun Vilmos     |
| Járásbírósági tag                    |                    | Zách János     |
| Tapicska unokahúga                   |                    | Pápai Erzsi    |
| Rádió hangja                         |                    | Perlaki István |

## Díjak, jelölések

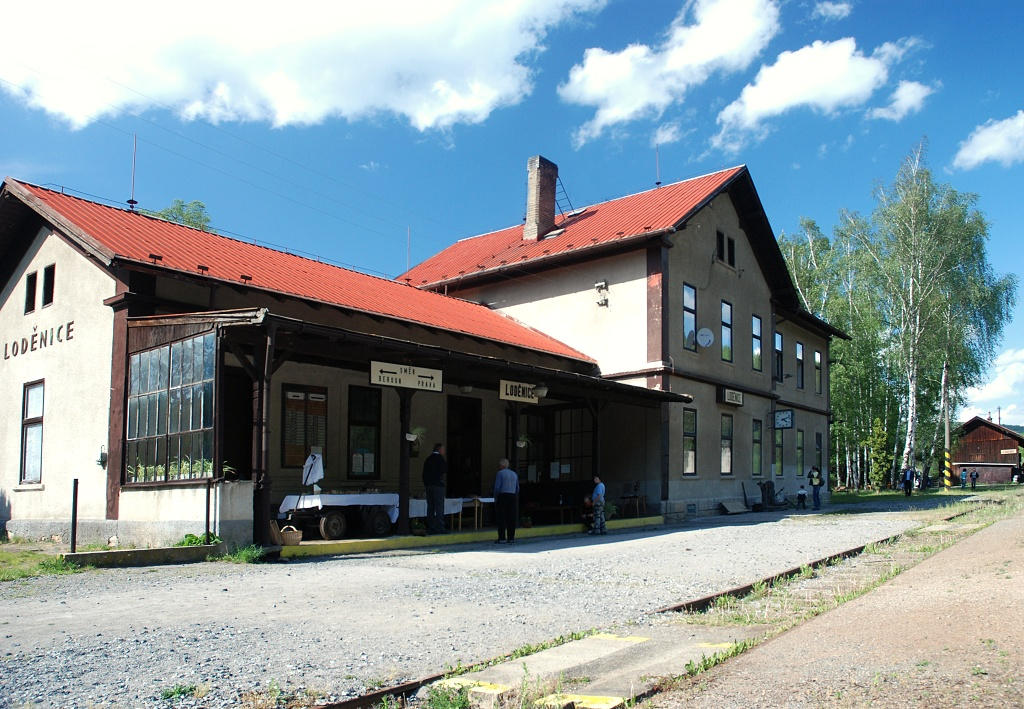
A Loděnice vasútállomás a Beroun–Rudná u Prahy-vasútvonal-on

- Mannheimi Filmfesztivál[2] (1966) – Nagydíj
- Oscar-díj (1968) – Legjobb idegen nyelvű film
- BAFTA-díj (1969) – Legjobb film, jelölés: Jirí Menzel
- BAFTA-díj (1969) – Legjobb eredeti filmzene, jelölés: Jirí Pavlik
- Golden Globe-díj (1969) – Legjobb idegen nyelvű film, jelölés

## Irodalmi alapanyag magyarul
- Élesen követett vonatok; ford. Zádor András; in: Senki sem fog nevetni. Legújabb cseh elbeszélők; utószó Zádor András; Tatran Szlovákiai Szépirodalmi és Képzőművészeti Könyvkiadó, Pozsony, 1965
- Szigorúan ellenőrzött vonatok; ford. Zádor András; Európa, Budapest, 2002

## Érdekesség
- Az eredeti szövegben Miloš vezetékneve Hrma, kollégájának meg Hubicka. A Grimasz és a Tapicska a magyar szinkronváltozatban van, utóbbi nyilván arra utal, hogy a karakter nagyon szereti a nőket.